# Пјер Мешен
Пјер Франсоа Андре Мешен (фр. Pierre François André Méchain; Лаон, 16. август 1744. — Кастељон де ла Плана, 20. септембар 1804) је био француски астроном.

## Биографија
Пјер Мешен рођен је у Лаону, као син фасадера Пјера Франсое Мешена. Као млад, показује дар за математику и физику, али морао је да се одрекне студија због недостатка новца. Међутим, његов таленат за астрономију приметио је Жозеф Лаланд. Лаланд му је обезбедио посао у Версају, где се 1770их бавио хидрографским радом. Године 1774. упознао је Шарла Месјеа, са којим се такође спријатељио.